# Takagi Akito
Takagi Akito (髙木 彰人) (Oszaka prefektúra, 1997. augusztus 4. –) japán válogatott labdarúgó.

## Klub
A labdarúgást a Gamba Osaka csapatában kezdte. Később játszott még a Montedio Yamagata és a Matsumoto Yamaga FC csapatában. 2021-ben a Thespakusatsu Gunma csapatához szerződött.

## Nemzeti válogatott
A japán U20-as válogatott tagjaként részt vett a 2017-es U20-as labdarúgó-világbajnokságon.